# Hernán Toledo
Hernán Toledo (Sastre, 17 gennaio 1996) è un calciatore argentino, attaccante del Dep. Maldonado.

## Carriera
Toledo ha debuttato professionalmente nel 2015 per il Vélez nella Primera División, entrando in campo nella sconfitta per 1-0 contro l'Estudiantes. Ha segnato il suo primo gol in Primera División in una vittoria per 3-0 contro l'Argentinos Juniors nel 2016.
Il 25 luglio 2016 viene ufficializzato il suo passaggio in prestito biennale con diritto di riscatto in favore della Fiorentina. Il 17 febbraio 2017 viene risolto anticipatamente il prestito e si trasferisce sempre in prestito al Lanús.
L'11 luglio 2017 si trasferisce al Las Palmas.